# 페르 엘로프손
페르 에일레르트 엘로프손(스웨덴어: Per Eilert Elofsson, 1977년 4월 2일~)은 스웨덴의 크로스컨트리 스키인이다. 2002년 동계 올림픽에서 남자 크로스컨트리 스키 10km+10km 복합 추적 종목 동메달을, 세계 선수권 대회에서 금메달 3개, 은메달 1개, 동메달 1개를 획득했다.
엘로프손은 2005년 선수 경력을 마감한 후 2007년부터 스웨드뱅크에서 운동 선수들에게 경제적 조언을 주는 고문으로 근무했다. 그는 스웨드뱅크에서 2016년까지 근무했으며 그의 첫 번째 고객은 샬로트 칼라였다. 그는 평론가와 스포츠 해설가로도 활동했으며 2014년 동계 올림픽 당시 스웨덴의 스포츠 방송국 비아사트에서 해설가로 활동했다. 그는 2016년 비아사트에서 유로스포츠로 이직했다.